# Eugenio Cordeiro
Eugenio Cordeiro (Rio Bonito, 29 de agosto de 1889 - Niterói, 26 de junho de 1988) foi um médico, escritor e político brasileiro, foi prefeito do município fluminense de Rio Bonito e deputado estadual.

## Biografia
Filho de José Antonio Cordeiro e de Cantídia Alexandrina Cordeiro, cursou o primário em Rio Bonito, o secundário no Ginásio de São Bento, na então Capital Federal, hoje Rio de Janeiro. Formou-se em Medicina em 1917 na tradicional Faculdade de Medicina, anexa à Santa Casa de Misericórdia do Rio de Janeiro, onde foi interno.
Foi professor do Ginásio de São Christóvão, ainda estudante. Exerceu a clínica na sua cidade natal durante 50 anos ininterruptos, tendo sido Chefe do Posto de Saúde e, anteriormente, Delegado de Higiene. Deputado Estadual em duas legislaturas, foi Presidente da Comissão de Higiene e Instrução Pública. Também foi por três vezes vereador e presidente da Câmara Municipal de Rio Bonito e, finalmente, prefeito do município.
Como escritor publicou 8 livros, inclusive a sua tese de doutoramento intitulada “O Charlatanismo na Medicina”. Foi membro da Academia Fluminense de Letras (cadeira 20). 
Como Deputado Estadual, fora os pronunciamentos de ordem geral, foi autor de projetos autorizando a construção do Grupo Escolar “Barão do Rio Branco”, da reforma da Cadeia Pública e da construção da Cadeia de Boa Esperança, 2º distrito do município. Foi o pioneiro da energia elétrica de Rio Bonito, com o seu projeto nº2989, de 1924, autorizando o Estado a entrar em entendimento com a Companhia Guinle a fim de estender as suas redes até Rio Bonito, o que só foi realizado em 1956 pelo Governador Miguel Couto Filho.
O deputado Eugenio Cordeiro foi também o autor do projeto autorizando o Estado à doação, ao município, da Chácara Ferreira Alves, uma fazenda de alguns alqueires, encravada na cidade, aumentando quase 50% os seus limites. Como Vereador, foi o primeiro a apresentar projeto isentando de impostos prediais de 2 a 5 anos as novas construções.
Como Prefeito, promoveu a abertura das Travessas da Conceição e São Pedro, transformando-as nas ruas dos mesmos nomes, e o rasgamento da Avenida 7 de Maio, alargando a cidade, com abertura de novas ruas, calçamento de outras, já prevendo o escoamento dos transportes. Assinou o contrato das casas populares, sendo Rio Bonito o 4º município do Brasil que firmou esse contrato. Deu prosseguimento às obras do Posto de Puericultura, doação do terreno destinado ao Cinema Glória; conclusão de 4 estradas de rodagem, e construção de pontes no interior.
Como médico e, através de auto-observação, descobriu o tratamento para a "Larva Migrans", dermatose conhecida como a doença do "bicho geográfico", tendo sido comunicada à Revista Tribuna Médica de 6 de novembro de 1959.
Em 1979 foi escolhido "Médico do Ano", sendo saudado, na ocasião, pelo deputado e médico Dr. Waldenir de Bragança num jantar no Rotary Clube de Rio Bonito.
Eugenio Cordeiro foi casado com dona Sylvia Pinto Cordeiro, com quem teve os filhos Geraldo e Mariza Pinto Cordeiro, ambos falecidos. Com a 2ª mulher, dona Raulina Gonçalves Bastos, teve apenas uma filha, Regina Gonçalves Cordeiro.
Em 1967 deixou sua terra natal, indo morar na cidade de Niterói, onde veio a falecer aos 98 anos de idade.